# Bišćanovo
Bišćanovo es una localidad de Croacia en el ejido de la ciudad de Glina, condado de Sisak-Moslavina.

## Geografía
Se encuentra a una altitud de 132 m s. n. m. a 68,9 km de la capital nacional, Zagreb.

## Demografía
En el censo 2011, la localidad se encontraba deshabitada.